# غوار الطوشة
غوار الطوشة، شخصية درامية أداها وأشتهر بها الممثل السوري دريد لحام، ظهر غوار لأول مرة في مسلسل  «أنا وهو» عام 1963. وغوار اسم اقتبسه دريد لحام من الحارس بسيط على باب التلفزيون السوري اسمه  «غوار الجذعان» فأعجب دريد بإسمه، وزاد عليه الطوشة ليكون ذلك إسم الشخصية التى عاشت في وجدان العرب حتى الآن.
والحق يقال فأن غوار كان أكثر من مجرد لقب يطلق على شخصية معينة لفترة وجيزة، بل كان غوار هو الشخص الذي يرمز إلى الشخص السوري العادي الذي كان يكافح من أجل لقمة عيشه ويتحدث عما يصادفه من مشاكل في حياته كلها وقد أبدع الفنان دريد لحام في تجسيد هذه الشخصية التي كان لها الشهرة الأكبر والأوسع على مستوى الوطن العربي، لكن غواراً هذا لم يكن لقمةً سائغة بل كان أيضاً شخصية ساخرة ومتصرفة.
وقد برز غوار بوجه الخصوص في التمثيليات ثم قفز إلى السينما ومنصة المسرح ليسطر أجمل الأفلام والمسرحيات السورية التي عرفها العالم العربي أجمع، مثل (كاسك يا وطن، ضيعة تشرين، شقائق النعمان، غربة، صانع المطر) وغيرها وعشرات الأفلام السينمائية السورية.
دريد يكتب ويخرج ويمثل أفلامه وينقد ما هو خطأ في المجتمع العربي ويبصر المشاهد بمآسي الإنسان البسيط، حيث كان غوار يجمع في سياق حديثه المصائب الشخصية للمواطن والمآسي التي يشعر بها العربي في كل بقعة من أرجاء المعمورة.